# リディア・ザメンホフ

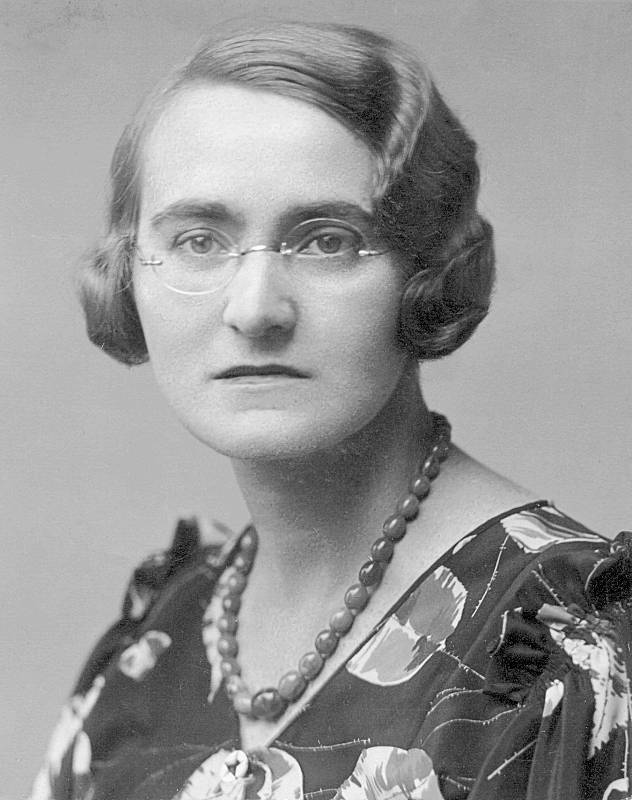
エスペラントの想案者、L.L. ザメンホフの娘リディア・ザメンホフ

リディア・ザメンホフ（ポーランド語:Lidia Zamenhofリーディヤ・ザメーンホフ；エスペラント:Lidja Zamenhof、1904年1月29日 - 1942年）は、エスペラントの創設者ルドヴィコ・ザメンホフの末娘、ホロコースト犠牲者である。
彼女は1904年1月29日に当時ロシア帝国領であったワルシャワで生まれた。彼女はエスペラントのみならず、彼女の父によって提唱された宗教的ヒューマニズムであるホモラニスモの普及活動にも熱心に携わった。
1925年ごろに、彼女はバハイ教に入信した。彼女は1937年にアメリカ合衆国にわたり、エスペラントとバハイ教の普及に携わった。彼女は1938年12月にポーランドに帰国し、教職を続ける傍ら多くのバハイ教の書物を翻訳した。彼女はナチス政権により、ユダヤ系の出自を持っていることを理由に突然逮捕され、トレブリンカ強制収容所で1942年の秋に殺害された。

## 生涯
リディア・ザメンホフは彼女が9歳の時にエスペラントを学び始めた。14歳の時にはすでにポーランド語からの書籍の翻訳を行うようになっていた。それから数年後には、はじめてのエスペラントによる書籍を出版している。1925年に大学での法学の勉強を終えると、彼女はエスペラントのための活動に全面的に身を捧げることを決めた。 同じ年にジュネーヴで行われた17回目のエスペラントの世界大会の期間中、彼女はバハイ教のことを知った。 リディアはワルシャワにあったホモラニスモを重視した「エスペラント社会の調和」と呼ばれる会の秘書となり、しばしばエスペラント話者や講座のための計画を立てた。
1924年のウィーン国際大会以降、彼女は生涯を通じてすべてのエスペラントの国際大会に参加した。 チェ法(Cseh-metodo)と呼ばれるエスペラント教授法のインストラクターとして、彼女はエスペラントを普及するため幾たびも旅に出かけ、さまざまな国で多くの講義を行った。 
彼女はまた、国際学生連盟、世界エスペラント協会、チェ協会、そしてバハイ教において積極的に自らの仕事と学生エスペラント運動を調和させた。
加えて、リディア・ザメンホフは季刊誌「Literatura Mondo」（文学世界）にも寄稿していた。これは主としてポーランド文学を扱った文学誌であった。また同時に「Pola Esperantisto」（ポーランドのエスペランティスト）、「La Praktiko」（実践）、「Heroldo de Esperanto」（エスペラント・ヘラルド）、そして「Enciklopedio de Esperanto」（エスペラント百科事典）などにも寄稿していた。リディアによるヘンリク・シェンキェヴィチの小説「クォ・ヴァディス」の翻訳は1933年に出版され、現在でも名を知られている。
1937年には彼女は長期滞在の目的でアメリカ合衆国に渡った。1938年12月に、エスペラントを教授したことは「有償労働」にあたり違法であるとして、アメリカ移民局がビザの延長を断ったため、彼女は合衆国を立ち去らねばならなくなった。ポーランドに帰国して後、彼女は国内をめぐりエスペラントとバハイ教の普及に携わった。
ドイツ占領下において、彼女は逮捕されワルシャワ・ゲットーに収容された。彼女はそこで収容者が食料と医薬品を手に入れられるよう尽力した。彼女は生徒のポーランド人エスペランティストから、何回か助力や脱走への協力を申し入れられたが、どれも拒否した。 最終的に彼女はトレブリンカ絶滅収容所に移送され、1942年の夏以降のいずれかの時期にガス室で殺害された。（また姉のゾフィア・ザメンホフも同じく1942年9月に移送先のトレブリンカ絶滅収容所のガス室で殺害された）

## 追悼
彼女の記憶と名誉にちなみ、1995年にワシントンD.C.にあるアメリカ合衆国ホロコースト博物館において会合が開かれた。この会合では、第二次世界大戦中に迫害されたユダヤ人を救おうとしたエスペランティストの努力に対する関心が呼び起こされることが訴えられた。

## 出版物

### 訳書
1. Bahá'u'lláh and the New Era by John Ebenezer Esslemont, an extensive book about the Bahá'í Faith;
2. Paris Talks by `Abdu'l-Bahá;
3. Iridiono by the classic Polish author, Zygmunt Krasinski;
4. novellas by Bolesław Prus;
5. Quo Vadis, by Henryk Sienkiewicz;

### エスペラントによる著書
- Man, God, Prophet (eo:Homo, Dio, Profeto).

## 伝記
- (英語)  「Lidia: The Life of Lidia Zamenhof, Daughter of Esperanto」（リディア‐エスペラントの娘リディア・ザメンホフの生涯）、ウェンディ・ヘラー著
- (エスペラント) 「Lidia Zamenhof. Vivo kaj agado」（リディア・ザメンホフ‐生涯と事跡）、 イサジ・ドラットワー著
- 「La familio Zamenhof」（ザメンホフ一家）中のリディアに割かれた章、ゾフィア・バネット・フォルナロワ著

### ドラマ
ドキュメンタリードラマ 「Ni vivos!」 (私たちは生き残る)、ジュリアン・モデストによるワルシャワゲットーでのザメンホフ一家の生活を扱ったドキュメンタリー。